# Carlos Quintanar
Carlos Mario Quintanar Rohana (Ciudad Juárez, 2 giugno 1939 – Poza Rica, 14 ottobre 2010) è stato un cestista e allenatore di pallacanestro messicano.

## Carriera
Venne selezionato dai San Diego Rockets al diciottesimo giro del Draft NBA 1971  (234ª scelta assoluta).
Con il Messico disputò  tre edizioni dei Giochi olimpici (1960, 1964, 1968) e tre dei Campionati mondiali (1959, 1963, 1967).